# Inny gatunek
Inny gatunek – singel polskiego rapera Young Igiego oraz rapera Kizo z albumu studyjnego Skan myśli. Singel został wydany 23 października 2019 roku. Tekst utworu został napisany przez Igora Ośmiałowskiego i Patryka Wozińskiego.
Nagranie uzyskało certyfikat złotej płyty w 2021 roku.
Singel zdobył ponad 4 miliony wyświetleń w serwisie YouTube (2023) oraz ponad 5 milionów odsłuchań w serwisie Spotify (2023).

## Nagrywanie
Utwór został wyprodukowany przez Beezy. Tekst do utworu został napisany przez Igora Ośmiałowskiego i Patryka Wozińskiego.

## Twórcy
- Young Igi, Kizo – słowa[1]
- Igor Ośmiałowski, Patryk Woziński – tekst[1][2]
- Beezy – produkcja[1][2]